# Franciszek Kaznowski
Franciszek Kaznowski herbu Jastrzębiec (ur. 2 października 1673, zm. 8 grudnia 1731) – polski duchowny rzymskokatolicki, biskup pomocniczy poznański.

## Życiorys
16 czerwca 1696 otrzymał święcenia diakonatu, a 15 marca 1698 prezbiteriatu.
7 września 1729 papież Benedykt XIII prekonizował go biskupem pomocniczym poznańskim oraz biskupem in partibus infidelium dometiopolitańskim. 20 listopada 1729 przyjął sakrę biskupią z rąk biskupa poznańskiego Jana Joachima Tarły. Współkonsekratorami byli biskup pomocniczy gnieźnieński Franciszek Józef Kraszkowski oraz biskup pomocniczy kujawski Franciszek Antoni Kobielski.
W roku 1731 konsekrował nowy kościół w Słomowie.